# 2024년 하계 올림픽 대한민국 선수단
2024년 하계 올림픽 대한민국 선수단은 2024년 7월 26일부터 8월 11일까지 프랑스 파리에서 열린 2024년 하계 올림픽에 참가한 올림픽 대한민국 선수단이다. 이번 하계 올림픽은 대한민국의 19번째 하계 올림픽 출전이었다.

## 개막식
국가 퍼레이드 동안 프랑스어와 영어 담당 아나운서는 실수로 대한민국을 "대한민국" 대신 "조선민주주의인민공화국"으로 잘못 소개했다.

## 출전 선수
2024년 하계 올림픽에 대한민국은 선수 144명, 코칭스태프 및 임원 90명 총 234명을 파견하기로 했다. 수영 종목에서 가장 많은 23명(경영, 다이빙, 아티스틱스위밍 포함)의 선수가 출전한다.  이번 올림픽이 1976년 하계 올림픽 이후 역대 최소 인원이다. 총 35개의 종목 중 농구, 럭비, 배구, 서핑, 수구, 스케이트보드, 조정, 축구 카누, 트라이애슬론, 하키 종목에서 출전권을 얻지 못했다. 특히 축구의 경우 이번 대회 출전시 세계 최초 10회 연속 올림픽 본선 진출 이었으나 올림픽 예선을 겸한 2024년 AFC U-23 아시안컵 8강전에서 인도네시아에게 패하며 진출에 실패했다.
대회 개막 전 유일한 테니스 출전 선수였던 권순우가 발목 부상으로 대회 불참하기로 했다. 대회 개막 후인 8월 1일 여자 레슬링 자유형 62kg에 출전권을 얻은 북한의 문현경이 출전을 포기하면서 이한빛 선수가 대체 출전하기로 결정이 되었다.
| 종목           | 남자 | 여자 | 전체 |
| -------------- | ---- | ---- | ---- |
| 양궁           | 3    | 3    | 6    |
| 아티스틱스위밍 | 0    | 2    | 2    |
| 육상           | 3    | 0    | 3    |
| 배드민턴       | 4    | 8    | 12   |
| 복싱           | 0    | 2    | 2    |
| 브레이킹       | 1    | 0    | 1    |
| 사이클         | 1    | 1    | 2    |
| 다이빙         | 4    | 2    | 6    |
| 승마           | 1    | 0    | 1    |
| 펜싱           | 6    | 8    | 14   |
| 골프           | 2    | 3    | 5    |
| 체조           | 3    | 5    | 8    |
| 핸드볼         | 0    | 14   | 14   |
| 유도           | 5    | 6    | 11   |
| 근대5종        | 2    | 2    | 4    |
| 요트           | 1    | 0    | 1    |
| 사격           | 6    | 10   | 16   |
| 스포츠클라이밍 | 2    | 1    | 3    |
| 수영           | 12   | 3    | 15   |
| 탁구           | 3    | 3    | 6    |
| 태권도         | 2    | 2    | 4    |
| 역도           | 3    | 2    | 5    |
| 레슬링         | 2    | 1    | 3    |
| 전체           | 66   | 78   | 144  |

## 메달 집계
2024년 7월 27일, 박하준·금지현(사격 혼성 10 m 공기소총) 선수가 은메달을 획득하며 파리올림픽에서 대한민국의 첫 메달을 획득하였다.
수영 남자 400 m 자유형에서는 김우민 선수가 3위를 획득하여, 동메달을 획득, 12년만에 수영 부문에서 메달을 획득하였다. 그리고 펜싱 남자 사브르 개인전에서는 오상욱 선수가 금메달을 획득, 2024년 하계 올림픽의 대한민국 첫 금메달을 획득하였다. 오상욱 선수의 금메달을 올림픽 남자 개인사브르 첫 금메달이기도 하다.
2024년 7월 28일, 사격 여자 10 m 공기권총 종목에서 오예진 선수가 금메달, 김예지 선수가 은메달을 획득하였다. 그리고 양궁 여자 단체전에서 남수현·임시현·전훈영이 금메달을 획득하였다. 종목 10연패로, 단체전이 정식 종목이된 1988년 하계 올림픽 이후 10번째 단체전 금메달 획득이다.
2024년 7월 29일, 여자 10m 공기소총 종목에서 반효진 선수가 금메달을 획득하였다. 대한민국의 하계 올림픽 100번째 금메달 획득이다. 반효진 선수의 금메달은 1992년 하계 올림픽에서 여갑순 선수가 해당 종목 금메달을 획득한 이후 32년만의 금메달이기도 하다. 반효진이 기록한 예선 634.5점(1위), 결선 251.8점(2위인 황위팅과 동점)은 각각 해당 종목 올림픽 기록(OR, Olympic record)이다. 이어서 유도 여자 -57 kg급에서 허미미 선수가 은메달을 획득하였다. 대한민국의 올림픽 여자 유도 메달 획득은 2016년 하계 올림픽에서 정보경 선수가 여자 -48 kg급에서 은메달을 획득한 이후 8년 만이다. 그리고 양궁 남자 단체전에서는 이우석, 김제덕, 김우진 선수가 금메달을 획득하였다. 올림픽 양궁 남자 단체전 3연패이다.
2024년 7월 30일, 탁구 혼합 복식에서 신유빈·임종훈 선수가 동메달을 획득하였다. 대한민국이 올림픽 탁구에서 메달을 획득한 것은 2012년 하계올림픽에서 오상은·유승민·주세혁이 탁구 남자 단체전에서 은메달을 획득한 이후 12년 만이다. 그리고 유도 남자 81 kg급에서 이준환 선수가 동메달을 획득하였다.
2024년 7월 31일, 펜싱 남자 사브르 단체전에서 구본길·도경동·박상원·오상욱 선수가 금메달을 획득하였다. 해당 종목 3연패이며, 대한민국의 300번째 올림픽 메달이다.
2024년 8월 2일, 김원호·정나은 선수가 은메달을 획득하였다. 대한민국이 올림픽 배드민턴에서 메달을 획득한 것은 2008년 하계 올림픽(배드민턴 혼합 복식, 이용대, 이효정 금메달) 이후 16년 만이다. 양궁 혼성 단체전에서는 김우진·임시현 선수가 금메달을 획득하였다. 두 선수는 각각 양궁 남자 단체전과 여자 단체전에서 금메달을 획득하였으며, 대회 2관왕이 되었다. 유도 여자 +78 kg급(최중량급)에서는 김하윤이 동메달을 획득하였다. 여자 유도 최중량급 메달 획득은 2000년 하계 올림픽(유도 여자 +78 kg급) 김선영의 동메달 이후 24년 만이다. 유도 남자 +100 kg급(최중량급)에서는 김민종 선수가 은메달을 획득하였다.
2024년 8월 3일, 사격 여자 25 m 권총에서 양지인 선수가 금메달을 획득하였다. 양궁 여자 개인전에서는 임시현 선수가 금메달, 남수현 선수가 은메달을 획득하였다. 임시현 선수는 앞서 열린 여자 단체전과 혼성 단체전에 이어 양궁 여자 개인전까지 우승하며 대회 3관왕이 되었다. 유도 혼성 단체전에서는 김민종·김원진·김하윤·안바울·윤현지·이준환·이혜경·정예린·한주엽·허미미 선수가 동메달을 획득하였다. 펜싱 여자 사브르 단체전에서는 윤지수·전은혜·전하영·최세빈 선수가 은메달을 획득하였다.
2024년 8월 4일, 양궁 남자 개인전에서 김우진 선수가 금메달을, 이우석 선수가 동메달을 획득하였다. 남자 개인전까지 금메달을 획득, 2024년 하계 올림픽 양궁 전 종목을 대한민국이 석권하면서 양궁 일정이 끝났다. 김우진은 양궁 남자 단체전·양궁 혼성 단체전에 이어 양궁 남자 개인전에서도 금메달을 획득하며 대회 3관왕이 되었다. 또한 김우진은 개인 통산 올림픽 5번째 금메달을 획득하며, 대한민국 선수 중 가장 많은 올림픽 금메달을 획득한 선수가 되었다. 복싱 여자 54 kg급(밴텀급)에서 임애지 선수가 동메달을 획득하였다. 대한민국 여자 복싱 선수가 올림픽에서 메달을 획득한 것은 이번이 처음이다.
2024년 8월 5일, 남자 25 m 속사권총에서 조영재 선수가 은메달을 획득하였다. 대한민국은 조영재의 은메달까지 2024년 하계 올림픽 사격에서 모두 6개의 메달(금 3, 은 3)을 기록하면서 역대 올림픽 중 가장 많은 메달을 획득한 대회가 되었다. 배드민턴 여자 단식에서는 안세영 선수가 금메달을 획득하였다. 대한민국 선수의 올림픽 배드민턴 단식 우승은 1996년 하계 올림픽 배드민턴 여자 단식에서 방수현 이후 두 번째로, 28년 만이다. 올림픽 배드민턴에서 금메달을 획득한 것은 2008년 하계 올림픽 배드민턴 혼합 복식의 이용대·이효정 선수 이후 16년 만이다.
2024년 8월 7일, 태권도 남자 58 kg급에서 박태준 선수가 금메달을 획득하였다. 2016년 하계 올림픽 태권도에서 여자 49kg급 김소희 선수, 여자 67 kg급 오혜리 선수의 금메달 획득 이후 8년 만의 올림픽 태권도 금메달 획득이다. 남자 태권도 선수의 금메달 획득으로는 2008년 베이징 올림픽 당시 68 kg급 손태진과 +80 kg급 차동민 이후 처음이다.
2024년 8월 8일, 태권도 여자 57 kg 급에서 김유진 선수가 금메달을 획득하였다. 해당 종목의 금메달 획득은 2008년 하계 올림픽 태권도 여자 57kg급에서 임수정 선수가 금메달을 획득한 이후 16년 만이다.
2024년 8월 10일, 탁구 여자 단체전에서 신유빈·이은혜·전지희 선수가 동메달을 획득하였다. 대한민국 선수의 해당 종목 메달 획득은 2008년 하계 올림픽 탁구 여자 단체에서 김경아·박미영·당예서 선수가 동메달을 획득한 이후 16년 만이다.
2024년 8월 10일, 태권도 여자 +67 kg급에서 이다빈 선수가 동메달을 획득하였다. 개인 통산 두 번째 올림픽 메달 획득이다. 이다빈 선수의 동메달은 대한민국 선수단의 2024 하계 올림픽 9번째 동메달이면서 30번째 메달이다.
2024년 8월 11일, 근대5종 여자 경기에서 성승민 선수가 동메달을 획득하였다. 해당 종목에서 대한민국 선수 중 처음으로, 아시아 선수 중에서도 처음으로 메달을 획득하였다. 2020 도쿄 올림픽(※2021년 열림)에서 근대5종 남자 종목에서 전웅태 선수의 동메달에 이은, 대한민국의 올림픽 근대5종 종목 두 번째 메달 획득이기도 하다. 역도 여자 +81 kg에서는 박혜정 선수가 은메달을 획득하였다. 박혜정 선수는 결선에서 인상 131 kg, 용상 168kg, 합계 299 kg 한국신기록을 세우며 은메달을 획득하였다.
| 메달 | 이름                                                                                   | 종목     | 세부 종목         | 날짜     |
| ---- | -------------------------------------------------------------------------------------- | -------- | ----------------- | -------- |
|      | 오상욱                                                                                 | 펜싱     | 남자 사브르 개인  | 7월 27일 |
|      | 오예진                                                                                 | 사격     | 여자 10m 공기권총 | 7월 28일 |
|      | 남수현, 임시현, 전훈영                                                                 | 양궁     | 여자 단체         | 7월 28일 |
|      | 반효진                                                                                 | 사격     | 여자 10m 공기소총 | 7월 29일 |
|      | 김우진, 김제덕, 이우석                                                                 | 양궁     | 남자 단체         | 7월 29일 |
|      | 구본길, 도경동, 오상욱, 박상원                                                         | 펜싱     | 남자 사브르 단체  | 7월 31일 |
|      | 김우진, 임시현                                                                         | 양궁     | 혼성 단체         | 8월 2일  |
|      | 양지인                                                                                 | 사격     | 여자 25m 권총     | 8월 3일  |
|      | 임시현                                                                                 | 양궁     | 여자 개인         | 8월 3일  |
|      | 김우진                                                                                 | 양궁     | 남자 개인         | 8월 4일  |
|      | 안세영                                                                                 | 배드민턴 | 여자 단식         | 8월 5일  |
|      | 박태준                                                                                 | 태권도   | 남자 -58kg        | 8월 7일  |
|      | 김유진                                                                                 | 태권도   | 여자 -57kg        | 8월 8일  |
|      | 박하준, 금지현                                                                         | 사격     | 혼성 10m 공기소총 | 7월 27일 |
|      | 김예지                                                                                 | 사격     | 여자 10m 공기권총 | 7월 28일 |
|      | 허미미                                                                                 | 유도     | 여자 -57kg        | 7월 29일 |
|      | 김원호, 정나은                                                                         | 배드민턴 | 혼합 복식         | 8월 2일  |
|      | 김민종                                                                                 | 유도     | 남자 +100kg       | 8월 2일  |
|      | 남수현                                                                                 | 양궁     | 여자 개인         | 8월 3일  |
|      | 윤지수, 전하영, 전은혜, 최세빈                                                         | 펜싱     | 여자 사브르 단체  | 8월 3일  |
|      | 조영재                                                                                 | 사격     | 남자 25m 권총속사 | 8월 5일  |
|      | 박혜정                                                                                 | 역도     | 여자 +81kg        | 8월 11일 |
|      | 김우민                                                                                 | 수영     | 남자 자유형 400ｍ | 7월 27일 |
|      | 임종훈, 신유빈                                                                         | 탁구     | 혼합 복식         | 7월 30일 |
|      | 이준환                                                                                 | 유도     | 남자 -81kg        | 7월 30일 |
|      | 김하윤                                                                                 | 유도     | 여자 +78kg        | 8월 2일  |
|      | 김민종, 김원진, 김지수, 김하윤, 안바울, 윤현지, 이준환, 이혜경, 정예린, 한주엽, 허미미 | 유도     | 혼성 단체         | 8월 3일  |
|      | 이우석                                                                                 | 양궁     | 남자 개인         | 8월 4일  |
|      | 임애지                                                                                 | 복싱     | 여자 -57kg        | 8월 4일  |
|      | 신유빈, 이은혜, 전지희                                                                 | 탁구     | 여자 단체         | 8월 7일  |
|      | 이다빈                                                                                 | 태권도   | 여자 +67kg        | 8월 10일 |
|      | 성승민                                                                                 | 근대5종  | 여자 개인         | 8월 11일 |

| 종목     | 1  | 2 | 3  | 메달 합계 |
| 양궁     | 5  | 1 | 1  | 7         |
| 사격     | 3  | 3 | 0  | 6         |
| 펜싱     | 2  | 1 | 0  | 3         |
| 태권도   | 2  | 0 | 1  | 3         |
| 배드민턴 | 1  | 1 | 0  | 2         |
| 유도     | 0  | 2 | 3  | 5         |
| 역도     | 0  | 1 | 0  | 1         |
| 탁구     | 0  | 0 | 2  | 2         |
| 복싱     | 0  | 0 | 1  | 1         |
| 근대5종  | 0  | 0 | 1  | 1         |
| 수영     | 0  | 0 | 1  | 1         |
| 합계     | 13 | 9 | 10 | 32        |

## 종목별 성적

### 골프
남자의 경우 6월 17일, 여자의 경우 6월 24일 발표된 국제 골프 연맹(IGF) 세계 랭킹을 기준으로 상위 2명에게 올림픽 진출권이 주어진다. 세계랭킹 상위 15위 이내에 있을경우 최대 4명 출전이 가능하다. 이에 따라 남자의 경우 26위인 김주형과 27위인 안병훈이 대표팀에 발탁되었다. 여자의 경우 3위 고진영, 5위 양희영. 13위 김효주가 발탁되었다. 양희영의 경우 기존 세계랭킹 25위였으나 위민스 PGA 챔피언십에서 우승하며 5위로 상승, 올림픽 출전을 확정지었다.
올림픽 대회 첫 출전이었던 김주형은 이번 대회에서 4라운드 합계 17언더파 271타를 기록하며 8등을 했는데 이는 대한민국 남자 골프 선수 중 올림픽 대회 최고 성적이며 첫 톱10 진입이다. 2016년에 이어서 2번째로 출전한 안병훈은 278타를 기록, 공동 24위로 대회를 마쳤다.
안병훈과 같이 2016년에 이어 2번째 출전한 양희영은 지난 대회에서도 1타차 뒤진 공동4위를 기록했는데 이번 대회에서도 282타를 기록, 동메달을 획득한 중국의 린시유에게 1타 뒤진 공동 4위로 대회를 마감했다. 김효주와 고진영은 288타를 기록하며 공동 25위를 기록했다.
| 선수   | 세부 종목 | 1라운드 | 2라운드 | 3라운드 | 4라운드 | 합계   | 합계 | 합계 |
| 선수   | 세부 종목 | 스코어  | 스코어  | 스코어  | 스코어  | 스코어 | 파   | 순위 |
| 김주형 | 남자      | 66      | 68      | 69      | 68      | 271    | −13  | 8    |
| 안병훈 | 남자      | 72      | 68      | 70      | 70      | 278    | −6   | T24  |
| 양희영 | 여자      | 72      | 71      | 70      | 69      | 282    | −6   | T4   |
| 김효주 | 여자      | 76      | 70      | 73      | 69      | 288    | E    | T25  |
| 고진영 | 여자      | 73      | 73      | 73      | 69      | 288    | E    | T25  |

### 근대5종
근대5종에서는 한 국가당 남자 2명 여자 2명 총 4명 출전이 가능하다. 전웅태와 김선우는 2022년 아시안 게임 근대5종 경기에서 금메달과 은메달을 차지하며 출전권을 얻었다. 성승민은 2024년 세계 근대5종 선수권 대회에서 우승하며 진출권을 얻었고 마지막 남자 1자리는 세계랭킹 8위인 서창완이 진출권을 얻었다.
4명의 선수 모두 결승 진출에 성공했다. 남자부의 전웅태는 결선에서 펜싱, 수영, 승마 합계 840점을 획득하며 3위를 기록했으나 마지막 레이저런에서 뒤쳐지며 6위를 기록, 지난 대회에 이어 2연속 메달 획득에 도전했으나 실패했다. 여자부의 성승민 또한 펜싱, 승마, 수영 합계 3위를 기록했으며 레이저런에서 유지하며 동메달을 획득, 아시아 여자 선수 최초로 근대5종 종목에 입상했다. 한편 남자부의 서창완은 7위를 기록했으며 여자부의 김선우는 개인 최고 기록인 8위를 기록했다.
| 선수   | 세부 종목 | 예선        | 예선          | 예선        | 예선        | 예선               | 예선               | 예선               | 예선            | 예선            | 예선            | 예선                     | 예선                     | 예선                     | 예선 | 예선      | 본선        | 본선          | 본선        | 본선        | 본선               | 본선               | 본선               | 본선            | 본선            | 본선            | 본선                     | 본선                     | 본선                     | 본선 | 본선      |
| 선수   | 세부 종목 | 펜싱 (에페) | 펜싱 (에페)   | 펜싱 (에페) | 펜싱 (에페) | 수영 (200m 자유형) | 수영 (200m 자유형) | 수영 (200m 자유형) | 승마 (종합마술) | 승마 (종합마술) | 승마 (종합마술) | 복합 (크로스컨트리+사격) | 복합 (크로스컨트리+사격) | 복합 (크로스컨트리+사격) | 합계 | 예선 순위 | 펜싱 (에페) | 펜싱 (에페)   | 펜싱 (에페) | 펜싱 (에페) | 수영 (200m 자유형) | 수영 (200m 자유형) | 수영 (200m 자유형) | 승마 (종합마술) | 승마 (종합마술) | 승마 (종합마술) | 복합 (크로스컨트리+사격) | 복합 (크로스컨트리+사격) | 복합 (크로스컨트리+사격) | 합계 | 최종 순위 |
| 선수   | 세부 종목 | 랭킹 라운드 | 보너스 라운드 | 순위        | 점수        | 기록               | 순위               | 점수               | 기록            | 순위            | 점수            | 기록                     | 순위                     | 점수                     | 합계 | 예선 순위 | 랭킹 라운드 | 보너스 라운드 | 순위        | 점수        | 기록               | 순위               | 점수               | 기록            | 순위            | 점수            | 기록                     | 순위                     | 점수                     | 합계 | 최종 순위 |
| 전웅태 | 남자      | 235         | 2             | 2           | 237         | 1:59.90            | 4                  | 311                | 14              | 11              | 286             | 10:19.14                 | 8                        | 681                      | 1515 | 2 Q       | 235         | 6             | 2           | 241         | 1:59.41            | 7                  | 312                | 13              | 11              | 287             | 10:14.33                 | 13                       | 686                      | 1536 | 6         |
| 서창완 | 남자      | 225         | 0             | 7           | 225         | 2:00.79            | 5                  | 309                | 0               | 5               | 300             | 10:31.53                 | 12                       | 669                      | 1503 | 5 Q       | 225         | 4             | 6           | 229         | 2:01.53            | 8                  | 307                | 14              | 12              | 286             | 10:02.33                 | 10                       | 698                      | 1520 | 7         |
| 김선우 | 여자      | 220         | 0             | 6           | 220         | 2:14.44            | 4                  | 282                | 0               | 2               | 300             | 11:46.64                 | 9                        | 594                      | 1396 | 5 Q       | 220         | 2             | 8           | 222         | 2:17.67            | 11                 | 275                | 14              | 16              | 286             | 11:13.92                 | 9                        | 627                      | 1410 | 8         |
| 성승민 | 여자      | 225         | 0             | 4           | 225         | 2:12.44            | 4                  | 286                | 7               | 8               | 293             | 11:44.13                 | 8                        | 596                      | 1400 | 4 Q       | 225         | 0             | 7           | 225         | 2:11.47            | 2                  | 288                | 0               | 2               | 300             | 11:12.87                 | 8                        | 628                      | 1441 | 3         |

### 다이빙
예선 기간 동안 총 2명의 출전권을 확보하였다. 2023년 세계 수영 선수권 대회 남자 개인 플랫폼에서 상위 12위에 진입한 선수 1인, 2024년 세계 수영 선수권 대회 여자 개인 스프링보드에서 상위 12위에 진입한 선수 1인이 출전권을 확보하였다. 나머지 두 명은 이미 출전권을 확보한 국가로부터 반납된 출전권으로 올림픽 본선에 진출하였다.
| 선수   | 세부 종목          | 예선   | 예선 | 준결선    | 준결선    | 결선      | 결선      |
| 선수   | 세부 종목          | 점수   | 순위 | 점수      | 순위      | 점수      | 최종 순위 |
| 우하람 | 남자 3m 스프링보드 | 389.10 | 12Q  | 432.00    | 9Q        | 364.15    | 11        |
| 이재경 | 남자 3m 스프링보드 | 381.40 | 16Q  | 366.50    | 17        | 진출 실패 | 진출 실패 |
| 김영택 | 남자 10m 플랫폼    | 320.40 | 24   | 진출 실패 | 진출 실패 | 진출 실패 | 진출 실패 |
| 신정휘 | 남자 10m 플랫폼    | 369.20 | 17Q  | 290.60    | 18        | 진출 실패 | 진출 실패 |
| 김수지 | 여자 3m 스프링보드 | 285.50 | 11Q  | 272.75    | 13        | 진출 실패 | 진출 실패 |
| 김나현 | 여자 10m 플랫폼    | 250.00 | 26   | 진출 실패 | 진출 실패 | 진출 실패 | 진출 실패 |

### 레슬링
이번 대회에서 2명의 선수가 출전권을 확보하였다. 김승준과 이승찬은 키르기스스탄 비슈케크에서 열린 2024년 아시아 레슬링 올림픽 예선 토너먼트 준결승전에서 승리함에 따라 출전권을 확보하였다.
그레코로만형
| 선수   | 세부 종목  | 16강전 (상대 /결과)     | 8강전 (상대 /결과) | 준결승 (상대 /결과) | 패자부활전 (상대 /결과)   | 결승/순위 결정전 (상대 /결과) | 최종 순위 |
| 김승준 | 남자 97kg  | 알렉사냔 (ARM) · 패 0-9 | 진출 실패          | 진출 실패           | 아사칼로프 (UZB) · 패 2-8 | 진출 실패                     | 진출 실패 |
| 이승찬 | 남자 130kg | 로페스 (CUB) · 패 0-7   | 진출 실패          | 진출 실패           | 마르자지데 (IRI) · 패 0-9 | 진출 실패                     | 진출 실패 |

자유형
| 선수   | 세부 종목 | 16강전 (상대 /결과)   | 8강전 (상대 /결과) | 준결승 (상대 /결과) | 패자부활전 (상대 /결과) | 결승/순위 결정전 (상대 /결과) | 최종 순위 |
| 이한빛 | 여자 62kg | 니메슈 (GER) · 패 0-3 | 진출 실패          | 진출 실패           | 진출 실패               | 진출 실패                     | 진출 실패 |

### 배드민턴
배드민턴 세계 연맹 올림픽 랭킹에 따라 총 12명의 선수가 올림픽 본선에 진출하게 되었다.
남자
| 선수          | 종목 | 그룹/예선                                   | 그룹/예선                                         | 그룹/예선                                 | 그룹/예선 | 16강          | 8강                                               | 준결승        | 결승/3위 결정전 | 결승/3위 결정전 |           |           |
| 선수          | 종목 | 상대선수 결과                               | 상대선수 결과                                     | 상대선수 결과                             | 순위      | 상대선수 결과 | 상대선수 결과                                     | 상대선수 결과 | 상대선수 결과   | 순위            |           |           |
| 전혁진        | 단식 | 코엘류 (BRA) · 승 (21-12, 21-19)            | 나라오카 (JPN) · 패 (10-21, 16-21)                | 경기 없음                                 | 2         | 진출 실패     | 진출 실패                                         | 진출 실패     | 진출 실패       | 진출 실패       |           |           |
| 강민혁 서승재 | 복식 | 크랄 / · 멘드레크 (CZE) · 승 (21–12, 21–17) | C. 포포프 / · T. 포포프 (FRA) · 승 (21-17, 21-15) | 촘꼬 / · 께뚜렌 (THA) · 승 (21-16, 21-15) | 1Q        | 경기 없음     | 아스트루프 / · 라스무센 (DEN) · 패 (19-21. 20-22) | 진출 실패     | 진출 실패       | 진출 실패       | 진출 실패 | 진출 실패 |

여자
| 선수          | 종목 | 그룹/예선                                               | 그룹/예선                                   | 그룹/예선                                          | 그룹/예선 | 16강                                | 8강                                         | 준결승                                | 결승/3위 결정전                    | 결승/3위 결정전 |
| 선수          | 종목 | 상대선수 결과                                           | 상대선수 결과                               | 상대선수 결과                                      | 순위      | 상대선수 결과                       | 상대선수 결과                               | 상대선수 결과                         | 상대선수 결과                      | 순위            |
| 김가은        | 단식 | 숄츠 (RSA) · 승 (21–12, 21–6)                           | 고진웨이 (MAS) · 승 (21-17, 20-22, 23-21)   | 경기 없음                                          | 1Q        | 툰중 (INA) · 패 (4-21, 21-8, 21-23) | 진출 실패                                   | 진출 실패                             | 진출 실패                          | 진출 실패       |
| 안세영        | 단식 | 날반토바 (BUL) · 승 (21–15, 21–11)                      | 치 (FRA) · 승 (21–5, 21–7)                  | 경기 없음                                          | 1Q        | 부전승                              | 야마구치 (JPN) · 승 (15–21, 21–17, 21-8)    | 툰중 (INA) · 승 (11-21, 21-13, 21-16) | 허빙자오 (CHN) · 승 (21-13, 21-16) | 1               |
| 백하나 이소희 | 복식 | 프루에르가르 / · 티게센 (DEN) · 패 (18–21, 21–9, 14–21) | 랑베르 / · 트랑 (FRA) · 승 (21-13, 21-8)    | 키티타라쿨 / · 프라종자이 (THA) · 승 (21-9, 21-12) | 2Q        | 경기 없음                           | 류성슈 / · 탄닝 (CHN) · 패 (9-21, 13-21)    | 진출 실패                             | 진출 실패                          | 진출 실패       |
| 김소영 공희용 | 복식 | 크라스토 / · 폰나파 (IND) · 승 (21–18, 21–10)           | 마츠야마 / · 시다 (JPN) · 승 (24-22, 26-24) | 마파사 / · 유 (AUS) · 승 (21-12, 21-17)            | 1Q        | 경기 없음                           | 탄 / · 무랄리타란 (MAS) · 패 (12-21, 13-21) | 진출 실패                             | 진출 실패                          | 진출 실패       |

혼성
| 선수          | 종목 | 그룹/예선                                        | 그룹/예선                                          | 그룹/예선                                                        | 그룹/예선 | 8강                                           | 준결승                                           | 결승/3위 결정전                                             | 결승/3위 결정전 |
| 선수          | 종목 | 상대선수 결과                                    | 상대선수 결과                                      | 상대선수 결과                                                    | 순위      | 상대선수 결과                                 | 상대선수 결과                                    | 상대선수 결과                                               | 순위            |
| 서승재 채유정 | 복식 | K. 맘메리 / · T. 맘메리 (ALG) · 승 (21–10, 21–7) | 타벨링 / · 픽 (NED) · 승 (21-16, 21-12)            | 푸아바라눅로 / · 타에라타나차이 (THA) · 승 (21-16, 10-21, 21-15) | 1Q        | 당전만 / · 체잉수엣 (HKG) · 승 (21-15, 21-10) | 김원호 · 정나은 (KOR) · 패 (16-21, 22-20, 21-23) | 와타나베 유타 / · 히가시노 아리사 (JPN) · 패 (13-21, 20-22) | 4               |
| 김원호 정나은 | 복식 | 정쓰웨이 / · 황야충 (CHN) · 패 (13-21, 14-21)    | 리발디 / · 멘타리 (INA) · 패 (20-22, 21-14, 19-21) | 기켈 / · 델뤼 (FRA) · 승 (22-20, 21-16)                          | 2Q        | 천탕제 / · 토이웨이 (MAS) · 승 (21-19, 21-14) | 서승재 · 채유정 (KOR) · 승 (21-16, 20-22, 23-21) | 정쓰웨이 / · 황야충 (CHN) · 패 (8-21, 11-21)                | 2               |

### 복싱
이번 대회 출전권을 획득한 선수는 여자 선수 2명으로, 태국 방콕에서 열린 2024년 세계 복싱 올림픽 예선 토너먼트 2차전에서 입상을 거둠에 따라 임애지 (여자 밴텀급) 선수와 오연지(라이트급) 선수가 올림픽 본선에 진출하게 되었다.
오연지는 첫 경기에서 중화 타이베이의 우스이에게 패하며 탈락했다. 임애지는 16강에서 브라질의 샤가스를, 8강에서 콜롬비아의 아리아스를 상대로 승리하며 준결승까지 진출했다. 준결승전에서 튀르키예의 아크바시에게 패하며 동메달을 획득했다. 이는 대한민국 여자 복싱 선수 사상 첫 메달이다.
| 선수   | 세부 종목 | 32강                  | 16강                  | 8강                     | 준결승                  | 결승           | 결승      |
| 선수   | 세부 종목 | 상대 선수 결과        | 상대 선수 결과        | 상대 선수 결과          | 상대 선수 결과          | 상대 선수 결과 | 순위      |
| 임애지 | 밴텀급    | 부전승                | 샤가스 (BRA) · 승 4-1 | 아리아스 (COL) · 승 3-2 | 아크바시 (TUR) · 패 2-3 | 진출 실패      | 3         |
| 오연지 | 라이트급  | 우스이 (TPE) · 패 0-5 | 진출 실패             | 진출 실패               | 진출 실패               | 진출 실패      | 진출 실패 |

### 브레이킹
이번 대회에서 비보이 듀얼배틀에 1명의 선수가 진출하였다. 중국 상하이와 헝가리 부다페스트에서 열린 2024년 올림픽 예선 시리즈에서 총 5명의 선수가 출전했는데 이중 김홍열 (홍텐)이 출전권을 획득하였다. 조별 리그 첫 경기에서 김홍렬은 네덜란드의 리루 드미에르에게 0-2로 패했다. 이후 나머지 선수들과는 모두 비겼으며 득표수에서는 앞섰다. 총 2번의 라운드에서 승리를 했으나 5라운드 승리를 기록한 제프리 루이스, 4라운드 승리한 리투 드미에르에 밀려 조3위로 대회를 마감했다.
| 선수   | 예명          | 종목   | 그룹/예선                 | 그룹/예선                    | 그룹/예선                      | 그룹/예선 | 8강           | 준결승        | 결승/3위 결정전 | 결승/3위 결정전 |
| 선수   | 예명          | 종목   | 상대선수 결과             | 상대선수 결과                | 상대선수 결과                  | 순위      | 상대선수 결과 | 상대선수 결과 | 상대선수 결과   | 순위            |
| 김홍열 | Hong10 (홍텐) | 비보이 | 드미에르 (NED) · 패 (0-2) | 알랭 (FRA) · 승 (1-1) (11-7) | 루이스 (USA) · 승 (1-1) (11-7) | 3         | 진출 실패     | 진출 실패     | 진출 실패       | 진출 실패       |

### 사격
사격에서는 2022년과 2023년 ISSF 세계 선수권대회 결과와 더불어 2023년, 2024년 아시아 선수권대회, 2024년 ISSF 세계 올림픽 예선 토너먼트전을 통해 진출권을 확보하였다.
| 선수   | 세부 종목      | 예선   | 예선 | 결선      | 결선      |
| 선수   | 세부 종목      | 스코어 | 순위 | 스코어    | 최종 순위 |
| 최대한 | 10m 공기소총   | 630.8  | 5 Q  | 145.2     | 7         |
| 박하준 | 10m 공기소총   | 629.2  | 13   | 진출 실패 | 진출 실패 |
| 박하준 | 50m 소총 3자세 | 572    | 44   | 진출 실패 | 진출 실패 |
| 이원호 | 10m 공기권총   | 580    | 4 Q  | 197.9     | 4         |
| 조영재 | 10m 공기권총   | 575    | 14   | 진출 실패 | 진출 실패 |
| 조영재 | 25m 속사 권총  | 586    | 4 Q  | 25        | 2         |
| 송종호 | 25m 속사 권총  | 580    | 17   | 진출 실패 | 진출 실패 |
| 김민수 | 스키트         | 118    | 16   | 진출 실패 | 진출 실패 |

여자
| 선수   | 세부 종목      | 예선   | 예선 | 결선      | 결선      |
| 선수   | 세부 종목      | 스코어 | 순위 | 스코어    | 최종 순위 |
| 금지현 | 10m 공기소총   | 630.9  | 9    | 진출 실패 | 진출 실패 |
| 반효진 | 10m 공기소총   | 634.5  | 1 Q  | 251.8     | 1         |
| 이은서 | 50m 소총 3자세 | 583    | 19   | 진출 실패 | 진출 실패 |
| 임하나 | 50m 소총 3자세 | 577    | 30   | 진출 실패 | 진출 실패 |
| 김예지 | 10m 공기권총   | 578    | 5 Q  | 241.3     | 2         |
| 오예진 | 10m 공기권총   | 582    | 2 Q  | 243.2     | 1         |
| 김예지 | 25m 권총       | 575    | 27   | 진출 실패 | 진출 실패 |
| 양지인 | 25m 권총       | 586    | 6 Q  | 37        | 1         |
| 장국희 | 스키트         | 115    | 21   | 진출 실패 | 진출 실패 |
| 강지은 | 트랩           | 114    | 20   | 진출 실패 | 진출 실패 |
| 이보나 | 트랩           | 113    | 24   | 진출 실패 | 진출 실패 |

혼성
| 선수          | 세부 종목         | 예선   | 예선 | 결선/동메달 결정전                   | 결선/동메달 결정전 |
| 선수          | 세부 종목         | 스코어 | 순위 | 스코어                               | 최종 순위          |
| 금지현 박하준 | 10m 공기소총 단체 | 631.4  | 2 QG | 황위팅 / · 성리하오 (CHN) · 패 12–16 | 2                  |
| 반효진 최대한 | 10m 공기소총 단체 | 623.7  | 22   | 진출 실패                            | 진출 실패          |
| 오예진 이원호 | 10m 공기권총 단체 | 579    | 4 QB | 바케르 / · 싱 (IND) · 패 10–16       | 4                  |
| 김예지 조영재 | 10m 공기권총 단체 | 577    | 7    | 진출 실패                            | 진출 실패          |
| 장국희 김민수 | 스키트 단체       | 144    | 7    | 진출 실패                            | 진출 실패          |

### 사이클
남자
- 김유로

여자
- 송민지

### 수영
남자
- 김민섭
- 김우민
- 김지훈
- 김영현
- 조성재
- 지유찬
- 이주호
- 이호준
- 최동열
- 황선우

여자
- 김서영
- 이은지
- 허연경

### 스포츠클라이밍
남자
- 신은철
- 이도현

여자
- 서채현

### 승마
마장마술
- 황영식

### 아티스틱스위밍
- 이리영
- 허윤서

### 양궁
남자
| 선수                 | 세부 종목 | 랭킹 라운드 | 랭킹 라운드 | 64강                      | 32강                    | 16강                      | 8강                     | 준결승                        | 결승 / 순위 결정전    | 결승 / 순위 결정전 |
| 선수                 | 세부 종목 | 점수        | 시드        | 상대 점수                 | 상대 점수               | 상대 점수                 | 상대 점수               | 상대 점수                     | 상대 점수             | 최종 순위          |
| 김우진               | 개인      | 686         | 1           | 마다예 (CHA) · 승 6–0     | 린쯔샹 (TPE) · 승 6–0   | 다우메이다 (BRA) · 승 7–1 | 가조즈 (TUR) · 승 6-4   | 이우석 (KOR) · 승 6-5         | 엘리슨 (USA) · 승 6-5 | 1                  |
| 김제덕               | 개인      | 682         | 1           | 룩스 (RSA) · 승 6–0       | 무솔레시 (ITA) · 승 6–4 | 아르실라 (COL) · 승 6–4   | 엘리슨 (USA) · 패 0–6   | 진출 실패                     | 진출 실패             | 진출 실패          |
| 이우석               | 개인      | 681         | 5           | 부쿠발라스 (AUS) · 승 6-0 | 파올리 (ITA) · 승 6–0   | 왕옌 (CHN) · 승 6–2       | 네스폴리 (ITA) · 승 6-4 | 김우진 (KOR) · 패 5-6         | 운루 (GER) · 승 6-0   | 3                  |
| 김제덕 김우진 이우석 | 단체      | 2049        | 1           | 경기 없음                 | 경기 없음               | 부전승                    | 일본 (JPN) · 승 6-0     | 중화인민공화국 (CHN) · 승 5-1 | 프랑스 (FRA) · 승 5-1 | 1                  |

여자
| 선수                 | 세부 종목 | 랭킹 라운드 | 랭킹 라운드 | 64강                  | 32강                      | 16강                              | 8강                          | 준결승                  | 결승 / 순위 결정전            | 결승 / 순위 결정전 |
| 선수                 | 세부 종목 | 점수        | 시드        | 상대 점수             | 상대 점수                 | 상대 점수                         | 상대 점수                    | 상대 점수               | 상대 점수                     | 최종 순위          |
| 남수현               | 개인      | 688         | 2           | 알리 (EGY) · 승 7-1   | 호라치코바 (CZE) · 승 7–3 | 아마이스트로아이에 (ROU) · 승 6–2 | 쿠마리 (IND) · 승 6-4        | 바르블랭 (FRA) · 승 6-0 | 임시현 (KOR) · 패 3-7         | 2                  |
| 임시현               | 개인      | 694         | 1           | 리베라 (PUR) · 승 6–0 | 옥타비아 (INA) · 승 6–0   | 하버스 (GBR) · 승 7–1             | 발렌시아 (MEX) · 승 6-4      | 전훈영 (KOR) · 승 6-4   | 남수현 (KOR) · 승 7-3         | 1                  |
| 전훈영               | 개인      | 664         | 13          | 힐리 (GBR) · 승 6-2   | 슈바르츠 (GER) · 승 7–1   | 레이첸잉 (TPE) · 승 6–4           | 고키르 (TUR) · 승 6-2        | 임시현 (KOR) · 패 4-6   | 바르블랭 (FRA) · 승 4-6       | 4                  |
| 남수현 임시현 전훈영 | 단체      | 2046        | 1           | 경기 없음             | 경기 없음                 | 부전승                            | 중화 타이베이 (TPE) · 승 6-2 | 네덜란드 (NED) · 승 5-4 | 중화인민공화국 (CHN) · 승 5-4 | 1                  |

혼성
| 선수          | 세부 종목 | 랭킹 라운드 | 랭킹 라운드 | 16강                         | 8강                     | 준결승                    | 결승 / 순위 결정전  | 결승 / 순위 결정전 |
| 선수          | 세부 종목 | 점수        | 시드        | 상대 점수                    | 상대 점수               | 상대 점수                 | 상대 점수           | 최종 순위          |
| 김우진 임시현 | 혼성      | 1380        | 1           | 중화 타이베이 (TPE) · 승 5-4 | 이탈리아 (ITA) · 승 6–2 | 인도네시아 (INA) · 승 6-2 | 독일 (GER) · 승 6-0 | 1                  |

### 역도
남자
| 선수   | 세부 종목 | 인상     | 인상     | 인상     | 용상     | 용상     | 용상     | 합계 | 합계 |
| 선수   | 세부 종목 | 1차 시기 | 2차 시기 | 3차 시기 | 1차 시기 | 2차 시기 | 3차 시기 | 기록 | 순위 |
| 박주효 | -73kg     | 146      | 147      | 150      | 186      | 187      | 196      | 334  | 7    |
| 유동주 | -89kg     | 163      | 163      | 168      | 203      | 211      | 217      | 371  | 6    |
| 장연학 | -102kg    | 173      | 179      | 180      | 200      | 211      | 211      | 373  | 9    |

여자
| 선수   | 세부 종목 | 인상     | 인상     | 인상     | 용상     | 용상     | 용상     | 합계 | 합계 |
| 선수   | 세부 종목 | 1차 시기 | 2차 시기 | 3차 시기 | 1차 시기 | 2차 시기 | 3차 시기 | 기록 | 순위 |
| 김수현 | -81kg     | 110      | 110      | 113      | 140      | 147      | 147      | 250  | 6    |
| 박혜정 | +81kg     | 123      | 127      | 131      | 163      | 168      | 173      | 299  | 2    |

### 요트
남자
- 하지민

### 유도
남자
- 김민종
- 김원진
- 안바울
- 이준환
- 한주엽

여자
- 김하윤
- 이혜경
- 윤현지
- 정예린
- 허미미

### 육상
남자
- 김장우
- 우상혁
- 최병광

### 체조
남자
김한솔이 발탁되었으나 부상으로 인해 허웅이 대체 발탁되었다.
- 류성현
- 이준호
- 허웅

여자
- 신솔이
- 엄도현
- 여서정
- 이다영
- 이윤서

### 탁구
2024년 3월에 부산광역시에서 열린 세계 탁구 선수권 대회에서 대한민국 남,녀 대표팀 모두 8강에 진출하며 단체전 진출권을 획득했다. 단체전 진출한 국가는 단식에 2명 출전할 수 있다. 혼합 복식의 경우 세계랭킹을 기준으로 신유빈과 임종훈이 선발되었다. 대한탁구협회는 세계랭킹을 기준으로 30위 안에 있는 선수 중 남녀 각각 상위 3명을 선발하기로 했다. 6월 18일 국제탁구연맹(ITTF)의 세계 랭킹에 따라 13위 장우진, 21위 조대성이 발탁되었다. 임종훈은 34위지만 혼합 복식에 나가기 때문에 별도 규정을 적용해서 진출할 수 있게 되었다. 여자의 경우 8위 신유빈과 14위 전지희가 대표팀에 발탁되었다. 30위 밖에 있는 서효원, 이은혜, 이시온, 양하은, 박가현. 윤효빈 총 7명의 선수가 6월 21일부터 6월 23일까지 대표팀 선발전을 가졌고 최종 승리한 이은혜가 대표팀에 발탁되었다.
남자
| 선수                 | 세부 종목 | 128강전          | 64강전                   | 32강전                 | 16강전                     | 8강전                          | 4강전            | 결승 / 3,4위전   | 결승 / 3,4위전 |
| 선수                 | 세부 종목 | 상대 선수 스코어 | 상대 선수 스코어         | 상대 선수 스코어       | 상대 선수 스코어           | 상대 선수 스코어               | 상대 선수 스코어 | 상대 선수 스코어 | 최종 순위      |
| 조대성               | 단식      | 부전승           | 자 (USA) · 패(2–4)       | 진출 실패              | 진출 실패                  | 진출 실패                      | 진출 실패        | 진출 실패        | 진출 실패      |
| 장우진               | 단식      | 부전승           | 곤살레스 (PUR) · 승(4–1) | 그로스 (DEN) · 승(4–1) | 토가미 (JPN) · 승(4–0)     | 칼데라도 (BRA) · 패(0–4)       | 진출 실패        | 진출 실패        | 진출 실패      |
| 조대성 장우진 임종훈 | 단체      | 경기 없음        | 경기 없음                | 경기 없음              | 크로아티아 (CRO) · 승(3-0) | 중화인민공화국 (CHN) · 패(0-3) | 진출 실패        | 진출 실패        | 진출 실패      |

여자

### 태권도
세계태권도연맹(WT) 올림핑 랭킹 기준 각 체급별 상위 5명이 올림픽에 진출할 수 있고 각 국가당 체급별 1명만 출전이 가능하다. 여자 +67kg급의 이다빈, 남자 -80kg급의 서건우가 각각 3위, 4위로 올림픽 진출권을 얻었다. 남자 59kg급의 경우 장준과 박태준과 이 각각 2위와 4위여서 자체 선발전을 2월 1일 제주 한라체육관에서 진행했다. 3전2선승제에서 박태준이 2-0으로 승리하며 진출을 확정했다. 대륙별 선발전의 경우 규정상 국가당 남녀 각각 2명 미만의 출전권을 딴 국가만 출전할 수 있어서 여자부 1명만 출전권을 확정한 대한민국태권도협회는 -57kg급에 아시아 선발전에 나가기로 했다. 2월 5일 열린 자체선발전에서 김유진이 김가현을 상대로 승리하며 아시아 선발전 출전 자격을 얻었다. 3월 16일에 열린 아시아 선발전에 4강에서 캄보디아의 줄리맘을 2-0으로 승리하며 올림픽 진출에 성공했다.
4월 6일 열린 오세아니아지역 예선전에서 여자 -49kg급 출전선수 기준인 4명을 채우지 못하며 WT는 규정에 따라 올림픽 랭킹으로 출전권을 재배정했고 이 과정에서 랭킹8위였던 강미르가 출전권을 얻었다. 하지만
모로코 태권도 협회측에서 최근 체급 조정을 한 오마이마 엘 부슈티가 강미르보다 세계랭킹이 높기에 출전 자격이 있다고 주장을 했고 받아들여지면서 출전하지 못하게 되었다.
남자
| 선수   | 세부 종목 | 32강전              | 16강전                  | 8강전                   | 준결승                      | 패자 부활전         | 결승 / 순위 결정전        | 결승 / 순위 결정전 |
| 선수   | 세부 종목 | 상대 선수 경기 결과 | 상대 선수 경기 결과     | 상대 선수 경기 결과     | 상대 선수 경기 결과         | 상대 선수 경기 결과 | 상대 선수 경기 결과       | 순위               |
| 박태준 | -58kg     | 부전승              | 그라나도 (VEN) · 승 2-0 | 라베 (FRA) · 승 2-1     | 젠투비 (TUN) · 승 2-0       |                     | 마고메도프 (AZE) · 승 2-1 | 1                  |
| 서건우 | -80kg     | 부전승              | 처칠 (CHI) · 승 2-1     | 마르케스 (BRA) · 승 2-0 | 바르호르다리 (IRI) · 패 1-2 |                     | 호르니치 (DEN) · 패 1-2   | 5                  |

여자
| 선수   | 세부 종목 | 32강전              | 16강전                  | 8강전                   | 준결승                  | 패자 부활전         | 결승 / 순위 결정전    | 결승 / 순위 결정전 |
| 선수   | 세부 종목 | 상대 선수 경기 결과 | 상대 선수 경기 결과     | 상대 선수 경기 결과     | 상대 선수 경기 결과     | 상대 선수 경기 결과 | 상대 선수 경기 결과   | 순위               |
| 김유진 | -57kg     | 경기 없음           | 일귄 (TUR) · 승 2-0     | 파크 (CAN) · 승 2-0     | 뤄쭝스 (CHN) · 승 2-1   |                     | 키아니 (IRI) · 승 2-0 | 1                  |
| 이다빈 | +67kg     | 경기 없음           | 스톨로바 (CZE) · 승 2-0 | 저우쩌치 (CHN) · 승 2-1 | 오시포바 (UZB) · 패 0-2 |                     | 브란들 (GER) · 승 2-1 | 3                  |

### 펜싱
남자
- 구본길
- 김재원
- 도경동
- 박상원
- 오상욱
- 하태규

여자
- 강영미
- 송세라
- 윤지수
- 이혜인
- 전은혜
- 전하영
- 최세빈
- 최인정

### 핸드볼
대한민국 여자 대표팀은 2023년 일본 히로시마에서 열린 아시아 지역 예선을 통해 올림픽 본선 출전권을 획득했다. 2024년 4월 14일 앙골라와 함께 6포트에 배정받았고 이틀 뒤 열린 조 추첨 결과 A조에서 경기를 진행하게 되었다. 대회 개막 전 열린 독일과의 1차전에서 23-22로 승리했다. 하지만 나머지 4경기 모두 패했다. 독일과 슬로베니아 모두 1승 4패를 기록했으나 골득실에서 앞선 독일이 조 4등으로 8강에 진출했고 대한민국은 조 5등으로 대회를 마감했다.

#### 여자
조별 A조
| 팀         | 경기 | 승 | 무 | 패 | 득  | 실  | 차  | 승점 |
| ---------- | ---- | -- | -- | -- | --- | --- | --- | ---- |
| 노르웨이   | 5    | 4  | 0  | 1  | 140 | 110 | +30 | 8    |
| 스웨덴     | 5    | 4  | 0  | 1  | 140 | 125 | +15 | 8    |
| 덴마크     | 5    | 4  | 0  | 1  | 126 | 116 | +10 | 8    |
| 독일       | 5    | 1  | 0  | 4  | 136 | 134 | +2  | 2    |
| 대한민국   | 5    | 1  | 0  | 4  | 107 | 133 | −26 | 2    |
| 슬로베니아 | 5    | 1  | 0  | 4  | 115 | 147 | −31 | 2    |

| 2024년 7월 25일 16:00 | 독일 | 22 – 23 | 대한민국         | 파리 엑스포 포르트 드 베르사유, 파리 관중 수: 5,765 심판: 유수프 벨키리(알제리) 시달리 하미디(알제리) |
| 2024년 7월 25일 16:00 | 될 6 | (10–11) | 강경민, 류은희 6 | 파리 엑스포 포르트 드 베르사유, 파리 관중 수: 5,765 심판: 유수프 벨키리(알제리) 시달리 하미디(알제리) |
| 2024년 7월 25일 16:00 | 2×   | 리포트  | 2× 1×            | 파리 엑스포 포르트 드 베르사유, 파리 관중 수: 5,765 심판: 유수프 벨키리(알제리) 시달리 하미디(알제리) |

| 2024년 7월 28일 11:00 | 대한민국 | 23 – 30 | 슬로베니아 | 파리 엑스포 포르트 드 베르사유, 파리 관중 수: 5,819 심판: 비로 아담(헝가리) 키시 올리베르(헝가리) |
| 2024년 7월 28일 11:00 | 우빛나 7 | (12-14) | 마우사르 7 | 파리 엑스포 포르트 드 베르사유, 파리 관중 수: 5,819 심판: 비로 아담(헝가리) 키시 올리베르(헝가리) |
| 2024년 7월 28일 11:00 | 2× 1×    | 리포트  | 1×         | 파리 엑스포 포르트 드 베르사유, 파리 관중 수: 5,819 심판: 비로 아담(헝가리) 키시 올리베르(헝가리) |

| 2024년 7월 30일 11:00 | 노르웨이   | 26 – 20 | 대한민국 | 파리 엑스포 포르트 드 베르사유, 파리 관중 수: 5,852 심판: 아르투어 브루너(스위스) 모라드 살라흐(스위스) |
| 2024년 7월 30일 11:00 | 스코그란 5 | (13-11) | 류은희 6 | 파리 엑스포 포르트 드 베르사유, 파리 관중 수: 5,852 심판: 아르투어 브루너(스위스) 모라드 살라흐(스위스) |
| 2024년 7월 30일 11:00 | 2× 1×      | 리포트  | 1×       | 파리 엑스포 포르트 드 베르사유, 파리 관중 수: 5,852 심판: 아르투어 브루너(스위스) 모라드 살라흐(스위스) |

| 2024년 8월 1일 11:00 | 대한민국 | 21 – 27 | 스웨덴         | 파리 엑스포 포르트 드 베르사유, 파리 관중 수: 5,653 심판: 마리아나 가르시아(아르헨티나) 마리아 파올란토니(아르헨티나) |
| 2024년 8월 1일 11:00 | 강경민 5 | (11-16) | 린드크비스트 5 | 파리 엑스포 포르트 드 베르사유, 파리 관중 수: 5,653 심판: 마리아나 가르시아(아르헨티나) 마리아 파올란토니(아르헨티나) |
| 2024년 8월 1일 11:00 | 2×       | 리포트  |                | 파리 엑스포 포르트 드 베르사유, 파리 관중 수: 5,653 심판: 마리아나 가르시아(아르헨티나) 마리아 파올란토니(아르헨티나) |

| 2024년 8월 3일 21:00 | 덴마크           | 28 – 20 | 대한민국 | 파리 엑스포 포르트 드 베르사유, 파리 관중 수: 5,714 심판: 이그나시오 가르시아(스페인) 안드레우 마린(스페인) |
| 2024년 8월 3일 21:00 | 한센, 예르겐센 6 | (12-8)  | 우빛나 5 | 파리 엑스포 포르트 드 베르사유, 파리 관중 수: 5,714 심판: 이그나시오 가르시아(스페인) 안드레우 마린(스페인) |
| 2024년 8월 3일 21:00 | 4× 1×            | 리포트  |          | 파리 엑스포 포르트 드 베르사유, 파리 관중 수: 5,714 심판: 이그나시오 가르시아(스페인) 안드레우 마린(스페인) |

## 신기록
양궁 본선 전 70m 거리에서 총 72발을 쏴 순위를 정하는 예선 무대인 랭킹 라운드가 7월 25일 열렸다. 임시현 선수가 694점을 쏘며 개인전 세계 신기록을 달성했다. 또한 임시현을 포함한 여자 단체전에 출전하는 남수현, 전훈영의 점수 합이 2046점으로 단체전 올림픽 신기록을 달성했다. 혼성전에서도 남자 1위 김우진과 여자 1위 임시현의 점수 합이 1380점으로 올림픽 신기록을 달성했다.
7월 28일 열린 사격 여자 10m 공기소총 예선 에서는 반효진이 올림픽 신기록을 달성했다. 10.9점 만점인 과녁에 60발을 쏘는 예선에서 634.5점을 기록했다. 하루 뒤 29일 열린 본선에서도 중국의 황위팅과 동점인 251.8점을 기록하며 기존 올림픽 신기록과 같은 점수를 달성했다.
대회 마지막 날인 8월 11일 열린 역도 여자 +81kg에서는 박혜정이 2번의 대한민국 신기록을 달성했다. 인상 경기에서 131kg을 들며 신기록을 달성했다. 이후 용상에서 168kg을 들며 신기록인 합계 점수 299kg을 달성했다.

### 세계 신기록
| 날짜            | 종목                      | 새 기록      | 새 기록 | 기존 기록    | 기존 기록 | 기존 기록       |
| --------------- | ------------------------- | ------------ | ------- | ------------ | --------- | --------------- |
| 날짜            | 종목                      | 선수         | 기록    | 선수         | 기록      | 날짜            |
| 2024년 7월 25일 | 양궁 여자 개인 랭킹라운드 | 임시현 (KOR) | 694     | 강채영 (KOR) | 692       | 2019년 7월 10일 |

### 올림픽 신기록
| 날짜            | 종목                        | 새 기록                      | 새 기록 | 기존 기록                  | 기존 기록 | 기존 기록       |
| --------------- | --------------------------- | ---------------------------- | ------- | -------------------------- | --------- | --------------- |
| 날짜            | 종목                        | 선수                         | 기록    | 선수                       | 기록      | 날짜            |
| 2024년 7월 25일 | 양궁 여자 단체 랭킹라운드   | 남수현, 임시현, 전훈영 (KOR) | 2046    | 안산, 장민희, 강채영 (KOR) | 2032      | 2021년 7월 23일 |
| 2024년 7월 25일 | 양궁 혼성 단체 랭킹라운드   | 임시현, 김우진 (KOR)         | 1380    | 안산, 김재덕 (KOR)         | 1368      | 2021년 7월 23일 |
| 2024년 7월 28일 | 사격 여자 10m 공기소총 예선 | 반효진 (KOR)                 | 634.5   | 자네트 헤그 두에스타 (NOR) | 632.9     | 2021년 7월 24일 |
| 2024년 7월 29일 | 사격 여자 10m 공기소총 본선 | 반효진 (KOR)                 | 251.8   | 양첸 (CHN)                 | 251.8     | 2021년 7월 24일 |

### 대한민국 기록
| 날짜            | 종목                   | 새 기록 | 새 기록 | 기존 기록      | 기존 기록 | 기존 기록       |
| --------------- | ---------------------- | ------- | ------- | -------------- | --------- | --------------- |
| 날짜            | 종목                   | 선수    | 기록    | 선수           | 기록      | 날짜            |
| 2024년 8월 11일 | 여자 역도 +87kg급 인상 | 박혜정  | 131 kg  | 한국 기준 기록 | 130 kg    | -               |
| 2024년 8월 11일 | 여자 역도 +87kg급 합계 | 박혜정  | 299 kg  | 박혜정         | 296 kg    | 2024년 4월 10일 |

## 범례
|  | 세계 신기록                  |  |                   | 아프리카 신기록 |                      | Q | 예선 통과 |
|  | 올림픽 신기록                |  | 북아메리카 신기록 | DNS             | 경기를 시작하지 않음 |   |           |
|  |                              |  | 아시아 신기록     | DNF             | 경기를 마치지 않음   |   |           |
|  | 국가 신기록                  |  | 유럽 신기록       | DSQ             | 실격                 |   |           |
|  | 개인 최고 기록 (개인 신기록) |  | 오세아니아 신기록 | WD              | 기권                 |   |           |
|  | 시즌 최고 기록 (시즌 신기록) |  | 남아메리카 신기록 | NM              | 기록 없음            |   |           |

## 같이 보기
- 2024년 하계 올림픽
- 2024년 하계 올림픽 조선민주주의인민공화국 선수단
- 2024년 하계 패럴림픽 대한민국 선수단

### 내용
1. ↑  2012년 하계 올림픽(런던올림픽)에서 박태환 선수가 메달을 획득한 이후 12년 만이다.[10][11] ※남자 자유형 200 m와 400 m 종목에서 각각 은메달을 획득
2. ↑  종전에 올림픽에서 남자 사브르 개인전 최고 기록은 김정환)의 동메달이었다.[※김정환은 2016년 하계 올림픽과 2020년 하계 올림픽(2021년에 열림)에서 각각 해당 종목 동메달을 획득하였다.][12][13]
3. ↑  서울 올림픽(1988), 바르셀로나 올림픽(1992), 애틀란타 올림픽(1996), 시드니 올림픽(2000), 아테네 올림픽(2004), 베이징 올림픽(2008), 런던 올림픽(2012), 리우데자네이루 올림픽(2016), 도쿄 올림픽(2020, ※2021년 열림), 파리 올림픽(2024)
4. 1 2  대한민국의 올림픽 메달 획득 기록.
대한민국 최초의 올림픽 메달리스트는 1948년 하계 올림픽(남자 역도 -75 kg급)에서 동메달을 획득한 김성집이다. 김성집 선수는 1952년 하계 올림픽에서 같은 종목에서 또 다시 동메달을 획득, 대한민국 선수로는 처음으로 두 대회 연속으로 메달을 획득한 선수이기도 하다.[31]
대한민국 최초의 은메달리스트는 1956년 하계 올림픽 남자 복싱 -54 kg급(밴텀급)의 송순천이다.[32][33]
대한민국 최초의 올림픽 금메달리스트는 1976년 하계 올림픽(남자 레슬링 자유형 -62 kg급) 양정모 선수이다.[31]
한국인 최초의 올림픽 메달리스트는 일제강점기 당시 1936년 하계올림픽(베를린 올림픽) 마라톤 금메달리스트인 손기정과 동메달리스트인 남승룡이다.[31]
5. ↑  각각 251.8점을 기록, 슛오프로 순위를 결정하게 되었다. 각 선수가 슛오프 1발을 쏘았으며, 반효진이 10.4를 쏘았고, 황위팅이 10.3을 쏘면서 반효진 금메달, 황위팅 은메달이 결정되었다.[20]
6. ↑  리우데자네이루 올림픽(2016), 도쿄 올림픽(2020, ※2021년 열림), 파리 올림픽(2024)
7. ↑  런던 올림픽(2012), 도쿄 올림픽(2020, ※2021년 열림) 파리 올림픽(2024). ※2016년 하계 올림픽(리우데자네이루 올림픽)에서는 펜싱 경기 종목 순환에 따라 펜싱 남자 사브르 단체전 등이 제외되었다.[29][30]
8. ↑  김우진 선수의 양궁 3관왕은 2020 안산, 2024 임시현에 이어 세 번째이다.[50]
9. ↑  리우데자네이루 올림픽 양궁 남자 단체전 금메달, 도쿄 올림픽 양궁 남자 단체전 금메달, 이번 파리 올림픽에서 3관왕(양궁 남자 단체전·양궁 혼성 단체전·양궁 남자 개인전)
10. ↑  대한민국 선수 중 올림픽 금메달을 4개 이상 기록한 선수는 다음과 같다.※괄호 안은 금메달의 개수이다.[→하계: 양궁 김우진(5), 양궁 김수녕(4), 사격 진종오(4), 동계올림픽: 쇼트트랙 전이경(4)][51]
11. ↑  이다빈 선수는 2020년 하계 올림픽(※2021년 열림) 당시, 같은 여자 +67 kg급에서 은메달을 획득하였었다.[64]
12. ↑  금메달 13 개, 은메달 8개, 동메달 9개[66]
13. ↑  기존 역도 최중량급 대한민국 기록은 장미란이 2008년 하계 올림픽에서 기록한 인상 140 kg, 용상 187 kg, 합계 326kg 이지만 2018년 국제역도연맹(IWF)이 체급을 재편하면서 기존 기록은 과거의 기록으로 두고 대한역도연맹이 여자 최중량급 기준기록을 인상 130kg, 용상 165kg, 합계 295kg 으로 다시 정했다.[107][108]